# Amphiura dino
Amphiura dino är en ormstjärneart som beskrevs av A.H. Clark 1949. Amphiura dino ingår i släktet Amphiura och familjen trådormstjärnor. Inga underarter finns listade i Catalogue of Life.